# نماد الکترونیکی
|  |

نماد الکترونیک شکلی است که برای نشان دادن عناصر الکتریکی و الکترونیکی روی نقشه‌های فیبر مدار چاپی و مدار الکتریکی به کار می‌رود.

## نمادهای عنصرهای الکترونیک
نمادهای الکترونیک و الکتریک به‌طور گسترده‌ای در نقشه‌ها و مدارهای الکترونیک برای نشان دادن عناصر الکترونیک مورد استفاده قرار می‌گیرند.

نمادهای الکترونیک فهرست شده در این جدول‌ها پرکاربردترین نمادهای موجود (و نه همهٔ آنها) در دنیای الکترونیک هستند.
نماد عنصرهای الکترونیک یا الکتریک بر اساس کشور استفاده‌کننده متفاوت است. اما اکنون تا حدود زیادی این نمادها به نمادهای با استاندارد جهانی تبدیل شده‌اند.
گروهی از این نمادها و عنصرهای الکترونیک پس از دگرگونی و پیشرفت‌های دنیای الکترونیک دیگر کاربرد ندارند. (مانند لامپ‌های خلأ)

## استانداردها و نمادها
برای نشان دادن سمبل‌ها و نگاره‌های نمادین چندین نوع استاندارد ملی و بین‌المللی وجود دارد که مهم‌ترین آن‌ها شامل:
- IEC 60617 - این استاندارد را با نام بریتیش استاندارد (به انگلیسی: British Standard BS 3939) نیز می‌شناسند.
- ANSI standard Y32 - همچنین شناخته شده با نام استاندارد IEEE Std 315
- استاندارد استرالیا AS 1102

در مواردی بر اساس نوع کاربرد و محل کاربرد، شکل نمادها می‌تواند متفاوت باشد مانند کاربرد نماد چراغ‌ها یا نماد منبع قدرت در نقشه‌های آرشیتکتی با نقشه‌های الکترونیک. گاهی نیز نمادهای محلی و بومی در مناطقی با نمادهای استاندارد جهانی فرق می‌کنند.

## جدول نمادها
| نشان                   | قطعه                                   | انگلیسی                                    |
| ---------------------- | -------------------------------------- | ------------------------------------------ |
| AT                     | تضعیف‌کننده                             | Attenuator                                 |
| BR                     | پل دیود                                | Bridge rectifier                           |
| BATT                   | باتری                                  | Battery                                    |
| C                      | خازن                                   | Capacitor                                  |
| CN                     | شبکه‌های خازن                           | Capacitor Networks                         |
| D                      | دیود‏ شامل: دیود زنر و دیود نورانی      | Diode:‏ (Zener diode)-‏ ()-‏ (LED)            |
| DL                     | خط تأخیر                               | Delay line                                 |
| DS                     | دستگاه نمایش                           | Display device                             |
| F                      | فیوز                                   | Fuse                                       |
| FB or FEB              | مهره فریت                              | Ferrite bead                               |
| FD                     | نشان ثابت                              | Fiducial                                   |
| JACK                   | جک                                     | Jack                                       |
| J یا JP                | جامپر                                  | Jumper                                     |
| REL یا Relay           | رله                                    | Relay                                      |
| L                      | القاگر                                 | Inductor                                   |
| LSیا SP                | بلندگو یا بازر                         | Loudspeaker - buzzer                       |
| M                      | موتور الکتریکی                         | Electric Motor                             |
| MIC                    | میکروفون                               | Microphone                                 |
| MP                     | قطعات مکانیکی (شامل پیچ‌ها و خارها)     | Mechanical part                            |
| P                      | پایه اتصال                             | Plug connector                             |
| PS                     | منبع تغذیه                             | Power supply                               |
| Qیا در نقشه‌های روسی VT | ترانزیستور                             | Transistor                                 |
| R                      | مقاومت                                 | Resistor                                   |
| RN                     | شبکه مقاومت                            | Resistor network                           |
| RT                     | ترمیستور                               | Thermistor                                 |
| MOV                    | وریستور                                | Varistor                                   |
| Sیا K                  | کلید                                   | Switch                                     |
| T                      | ترانسفورماتور                          | Transformer                                |
| TC                     | ترموکوپل                               | Thermocouple                               |
| TUN                    | تیونر                                  | Tuner                                      |
| TP                     | نقطه آزمایش                            | Test point                                 |
| Uیا IC                 | تراشه، آی‌سی یا مدار مجتمع              | Integrated circuit                         |
| V                      | لامپ خلاء                              | Vacuum tube                                |
| POT یا VOL             | پتانسیومتر یا مقاومت واریابل یا رئوستا | potentiometer - rheostat                   |
| X                      | مبدل انرژی                             | Transducer                                 |
| Yیا XTAL               | نوسان‌ساز کریستالی یا نوسان‌ساز          | Crystal oscillator - Electronic oscillator |
| Z                      | دیود زنر                               | Zener diode                                |
|                        | سون سگمنت                              | 7seg                                       |
| ؟                      | صفر و یک دادن به مدار                  | logicstate                                 |

## حروف کوتاه افزاره‌ها
نام دستگاه‌ها یا قطعاتی که در صنعت الکترونیک از آن‌ها استفاده می‌شود:
| - AE: آنتن هوایی - Bیا BATT: باتری - BR: پل دیود - C: خازن - CRT: لامپ پرتو کاتدی - D یا CR: دیود - DSP: پردازشگر سیگنال دیجیتال - F: فیوز - FET:ترانزیستور اثر میدان - GDT: وریستور گازی - IC: تراشه یا همان مدار مجتمع - J: جامپر - JFET: ترانزیستور اثر میدانی - REL یا گاهی K: رله - L: القاگر - LCD: نمایشگر کریستال مایع(ال‌سی‌دی) - LDR: مقاومت نوری - LED: دیود نورانی - LSیا اکثراً SP: بلندگو - M: موتور - MCB: مدار شکن مینیاتوری - Mic: میکروفون - MOSFET:ماسفت - MOV: وریستور - Ne: لامپ نئون | - OP-AMP: تقویت‌کننده عملیاتی - PCB: فیبر مدار چاپی - PU: لامپ پیکاپ - Q: ترانزیستور - R: مقاومت - RLY, RYیا اکثراً REL: رله - SCR: یکسوساز کنترل‌شده سیلیکونی یا به اصطلاح تریستور - SWیا K: کلید - T: ترانسفورماتور - TFT: نمایشگر کریستال مایع تی‌اف‌تی - TH: ترمیستور - TP: نقطه آزمایش - Tr: ترانزیستور - U: تراشه، آی‌سی، مدار مجتمع - V: لامپ خلأ - VC: خازن متغیر از نوع تریمر - VDR: وریستور - VFD: نمایشگر فلورسنت - VLSI: وی‌ال‌اس‌ای - VRیا POT: پتانسیومتر - X: تشدیدگر سرامیکی - T یا XMER: ترانسفورماتور - XTAL: نوسان‌ساز کریستال - Z or ZD: دیود زنر |

## نماد عنصرهای الکترونیک پرکاربرد

نمادهای طرح‌واره مداری عمومی (مدل آمریکایی)

این فهرست یک فهرست کامل نیست و تنها قطعات پرکاربرد الکترونیک را نشان می‌دهد:

### مقاومت‌ها

مقاومت الکتریکی (a) رئوستا (b) پتانسیومتر (c)
مقاومت مدل آی‌ئی‌سی
ترمیستور

### خازن‌ها

خازن
خازن الکترولیتی (آمریکایی)
خازن متغیر واریابل
خازن متغیر تریمر

### ترانزیستور

ترانزیستور ان‌پی‌ان (NPN)
ترانزیستور پی‌ان‌پی (PNP)
ترانزیستور پیوند اثر میدانی کانال ان (JFET)
ترانزیستور پیوند اثر میدانی کانال پی (JFET)
ترانزیستور اثر میدان

### منابع انرژی

باتری چندتایی، باتری تکی
باتری چندتایی
منبع ولتاژ
منبع جریان
منبع جریان کنترل شده
منبع ولتاژ AC(جریان متناوب)
سلول خورشیدی

### زمین‌ها

زمین(GND) نوع IEC
زمین(GND) با سیگنال کم
شاسی-زمین نوع IEC

### دیودها

دیود
دیود زنر
دیود تونلی
دیود شاتکی
دیود نورانی یا ال‌ئی‌دی (LED)
فوتودیود
دیود واراکتور

### لامپ‌های خلأ

لامپ خلأ دیود(یا به اصطلاح قدیمی دایود)
لامپ خلأ تریود
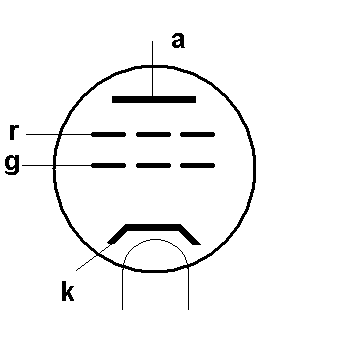
لامپ خلأ تترود
لامپ خلأ پنتود

### کلیدها

کلید، تک پل / یک کاره (SPST)
کلید، تک پل / دو کاره / یا کلید تبدیل (SPDT)
کلید، دو پل / دو کاره (DPDT)

### دستگاه‌های الکترو آکوستیک (صدا)

میکروفون
میکروفون (IEEE Std 315)
زنگ(بوق)
بلندگو (IEEE Std 315)

### لامپ

لامپ نشانگر یا همان چراغ سیگنال (IEEE Std 315-1975)
لامپ رشته‌ای
لامپ
لامپ نئون
لامپ

### آنتن

آنتن-آی‌ئی‌سی
آنتن دوقطبی-آی‌ئی‌سی
آنتن حلقوی-آی‌ئی‌سی
آنتن حلقوی (IEEE Std 315)

### گوناگون

القاگر یا همان سلف
ترانسفورماتور با تپ مرکزی (گیرنده)
یکسوساز کنترل شده با سیلیکون یا همان تریستور
فیوز: آی‌ئی‌سی (بالا) و مدل آمریکایی (دو پایین)
جک صدا(رابط تی‌آراس) (مونو - استریو)
تقویت‌کننده عملیاتی یا همان آپ - امپ(OP-AMP)
مهره فریت
نوسان‌ساز کریستال
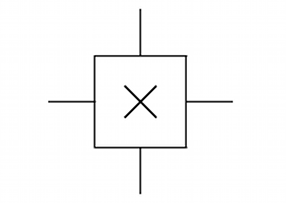
حسگر اثر هال